# Rio Ferdinand
Rio Gavin Ferdinand (Peckham, 7 de novembro de 1978) é um ex-futebolista inglês que atuava como zagueiro. É considerado um dos maiores ídolos da história do Manchester United.
Iniciou sua carreira no West Ham, sendo logo emprestado ao Bournemouth. Contratado pelo Leeds United em 2000, despertou o interesse do Manchester United, que desembolsou 46 milhões de euros em 2002, o maior valor pago por um zagueiro até então. Pela Seleção Inglesa, participou das Copas do Mundo de 1998, 2002 e 2006. Em 2010, ficou de fora por lesão.
Tem uma família de jogadores: seu irmão Anton Ferdinand foi zagueiro, seu primo Les Ferdinand foi atacante e o seu primo Kane Ferdinand é meio-campista.

## Carreira

### West Ham
A carreira de Ferdinand começou em 1996, na equipe do West Ham. Firmou-se como profissional e fez sua estreia na Premier League no dia 5 de maio.

### Leeds United
Em novembro de 2000 transferiu-se para o Leeds United por 18 milhões de libras, sendo até então a maior transferência realizada na Inglaterra.

### Manchester United

Ferdinand pelo Manchester United em 2008

Após a Copa do Mundo FIFA de 2002, onde foi um dos melhores jogadores da Inglaterra, assinou com o Manchester United por 46 milhões de euros. Sua transferência foi a mais cara da temporada 2002–03, superando a contratação de Ronaldo pelo Real Madrid. Ferdinand foi pela segunda vez foi o jogador mais caro na Inglaterra, sendo este também o maior valor pago por um zagueiro até então.
Nos doze anos em que atuou no United, conquistou seis títulos da Premier League e um da Liga dos Campeões da UEFA. Entre 2006 e 2014, formou uma das melhores duplas de zaga da história do Futebol Inglês com Nemanja Vidić.
No total, atuou em 455 partidas e marcou oito gols pelos Diabos Vermelhos em 12 anos. Deixou o clube no final da temporada 2013–14.

### Queens Park Rangers e aposentadoria
Foi anunciado como reforço do Queens Park Rangers no dia 17 de julho de 2014. Pelo time de Londres, jogou poucas partidas por conta de lesões e viu o clube ser rebaixado para a Segunda Divisão Inglesa (EFL Championship). Ao final da temporada acabou dispensado e logo em seguida anunciou sua aposentadoria.

## Seleção Nacional

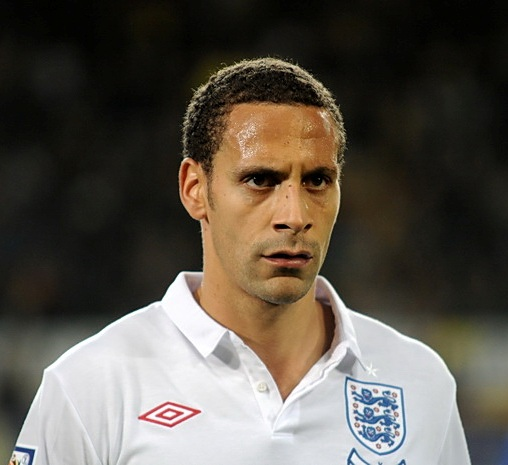
Ferdinand durante um amistoso da Inglaterra em 2009

Depois de passar pelas categorias Sub-18 e Sub-21, estreou pela Seleção Inglesa principal em 1997, num jogo contra Camarões. Teve boas atuações e foi convocado para as Copas do Mundo de 1998 e 2002, sendo titular na segunda, realizada na Coreia do Sul e no Japão.
Em setembro de 2003, após faltar a um exame antidoping, Ferdinand alegou que isso ocorreu devido ao fato de estar se mudando, mas a Federação Inglesa de Futebol o proibiu de jogar durante oito meses. Por conta disso, o zagueiro não atuou na Euro 2004 em Portugal, perdendo sua posição para John Terry, do Chelsea.
Dois anos depois, em maio de 2006, Ferdinand foi convocado para a Copa do Mundo FIFA de 2006, na Alemanha. Apesar de contar com grandes craques como Steven Gerrard, Frank Lampard, David Beckham, Michael Owen e Wayne Rooney, a Inglaterra foi eliminada para Portugal nas quartas de final, perdendo nos pênaltis após um empate em 0 a 0.
Em 2010, após o escândalo envolvendo John Terry e Wayne Bridge, Ferdinand tornou-se o capitão da Seleção Inglesa. O zagueiro seria o capitão do English Team na Copa do Mundo daquele ano, realizada na África do Sul, mas foi cortado às vésperas do torneio devido a uma lesão num treinamento.
Seu último jogo pela Seleção foi no dia 4 de junho de 2011, num empate em 2 a 2 com a Suíça, válido pelas Eliminatórias da Euro 2012.

### Gols pela Seleção Inglesa
| # | Data                   | Local               | Oponente    | Resultado | Competição                                  |
| - | ---------------------- | ------------------- | ----------- | --------- | ------------------------------------------- |
| 1 | 15 de julho de 2002    | Niigata, Japão      | Dinamarca   | 3–0       | Copa do Mundo FIFA de 2002                  |
| 2 | 12 de setembro de 2007 | Londres, Inglaterra | Rússia      | 3–0       | Eliminatórias para a Eurocopa de 2008       |
| 3 | 11 de outubro de 2008  | Londres, Inglaterra | Cazaquistão | 5–1       | Eliminatórias da Copa do Mundo FIFA de 2010 |

## Títulos
West Ham
- Cupa Intertoto da UEFA: 1999[17]

Manchester United
- Premier League: 2002–03, 2006–07, 2007–08, 2008–09, 2010–11 e 2012–13
- Supercopa da Inglaterra: 2003, 2007 e 2008
- Copa da Liga Inglesa: 2005–06 e 2008–09
- Liga dos Campeões da UEFA: 2007–08
- Mundial de Clubes da FIFA: 2008

### Prêmios individuais
- Equipe do Ano pela PFA: 2001–02, 2004–05, 2006–07, 2007–08 e 2008–09
- Jogador do mês na Premier League: outubro de 2001
- FIFPro World XI: 2007–08